# (263932) Speyer
(263932) Speyer – planetoida pasa głównego. Została odkryta 22 kwietnia 2009 roku przez Erwina Schwaba za pomocą zdalnie sterowanego przez Internet teleskopu znajdującego się w Mayhill (USA), należącego do Tzec Maun Foundation. Planetoida okrąża Słońce w ciągu 4,42 roku w średniej odległości 2,69 j.a.
Planetoidzie tej nadano nazwę od niemieckiego miasta Spira. Wcześniej nosiła ona tymczasowe oznaczenie 2009 HY44.